# Leptynoptera
Leptynoptera är ett släkte av insekter. Leptynoptera ingår i familjen Carsidaridae.
Kladogram enligt Catalogue of Life:
| Leptynoptera | \| \| Leptynoptera alagari \| \| \| \| \| \| Leptynoptera sulfurea \| \| \| \| |
|              | \| \| Leptynoptera alagari \| \| \| \| \| \| Leptynoptera sulfurea \| \| \| \| |
|              | Allocarsidara                                                                  |
|              |                                                                                |
|              | Carsidara                                                                      |
|              |                                                                                |
|              | Epicarsa                                                                       |
|              |                                                                                |
|              | Mastigimas                                                                     |
|              |                                                                                |
|              | Mesohomotoma                                                                   |
|              |                                                                                |
|              | Paracarsidara                                                                  |
|              |                                                                                |
|              | Phacosemoides                                                                  |
|              |                                                                                |
|              | Protyora                                                                       |
|              |                                                                                |
|              | Synoza                                                                         |
|              |                                                                                |
|              | Tenaphalara                                                                    |
|              |                                                                                |
|              | Togepsylla                                                                     |
|              |                                                                                |
|              | Tyora                                                                          |
|              |                                                                                |
|              | Leptynoptera alagari                                                           |
|              |                                                                                |
|              | Leptynoptera sulfurea                                                          |
|              |                                                                                |

|  | Leptynoptera alagari  |
|  |                       |
|  | Leptynoptera sulfurea |
|  |                       |